# Metastelma schlechteri
Metastelma schlechteri là một loài thực vật có hoa trong họ La bố ma. Loài này được J.F. Macbr. mô tả khoa học đầu tiên năm 1931.